# Быценков
Быценков — посёлок в Краснояружском районе Белгородской области России. Входит в состав Сергиевского сельского поселения.

## История
В 1968 г. указом президиума ВС РСФСР поселок Сергиевского отделения Краснояружского племзавода переименован в Быценков.

## Население
| 2002 | 2010 |
| ---- | ---- |
| 263  | ↗267 |